# ادنفیلد
latitudeادنفیلدlongitudeادنفیلد
ادنفیلد (به انگلیسی: Edenfield) یک روستا در بریتانیا است که در لانکاشر واقع شده‌است.

## خصوصیات
ادنفیلد ۲٬۰۵۳ نفر جمعیت دارد.